# Charles Brett
Pour les articles homonymes, voir Brett.
Charles Brett est un contreténor britannique né le 27 octobre 1941 à Maidenhead et mort le 24 juin 2025.

## Biographie
Charles Michael Brett naît le 27 octobre 1941 à Maidenhead,,.
Il commence sa carrière comme choral scholar (en) au King's College de Cambridge et fait ses débuts en concert à Londres en 1965 dans le Magnificat de Jean-Sébastien Bach,.
Il devient ensuite l'un des principaux contreténors britanniques, notamment dans le répertoire choral baroque,.
En 1983, Charles Brett co-fonde l'Amaryllis Consort, dont il est le directeur,.
À l'opéra, il fait ses débuts à l'opéra à Graz en 1984 dans une reprise d'Angelica vincitrice di Alcina de Johann Joseph Fux, chante Athamas au Ludwigsburg Festival (en) dans une version allemande de Semele de Haendel, réalise une tournée en France avec La clemenza di Tito de Gluck sous la direction de Jean-Claude Malgoire et joue dans Oberon de Britten, qu'il chante pour la première fois à Aix-la-Chapelle en 1987,.
Au disque, il a notamment enregistré The Fairy Queen (sous la direction de Britten) et des odes d'anniversaire d'Henry Purcell, la Messe en si mineur de Bach et plusieurs oratorios de Haendel,.
Parallèlement à sa carrière de chanteur, Charles Brett est aussi un pédagogue recherché. Il enseigne à Eton (1963-1968), Malvern (en) (1968-1976), Londres (Westminster School, 1976-1983 ; Royal Academy of Music, 1988-2003) puis Cambridge (Gonville and Caius College, 1989-2014), et donne des classes de maître à Mexico, Madrid, Toulouse et Versailles, notamment,.
Il meurt le 24 juin 2025 à l'âge de 83 ans,.